# タイソン・フーズ
タイソン・フーズ（英語: Tyson Foods）は、アメリカ合衆国アーカンソー州スプリングデールに本部を置く世界最大の食品多国籍企業。1939年の設立以来、現在までに3代に渡って創業家であるタイソン家のメンバーがトップを務めている。

## コーポレート・ガバナンス

### 取締役会
- ジョン・H・タイソン - 会長
- Gaurdie E. Banister Jr. - 筆頭社外取締役
- ディーン・バンクス
- バイク・ビービ
- ミケル・A・ダラム
- トム・ヘイズ - 最高経営責任者
- ケヴィン・M・マクナマラ
- シェリル・S・ミラー
- ジェフリー・K・ションバーカー
- ロバート・C・サーバー
- バーバラ・A・タイソン

### 歴代CEO
- ジョン・W・タイソン（1935 - 1969）
- ドナルド・J・タイソン（1967 - 1991）- 会長も兼任
- リーランド・トレット（1991 - 1998）
- ジョン・H・タイソン（1999 - 2006）
- リチャード・ボンド（2006 - 2009）
- ドニー・スミス（2009 - 2016）
- トム・ヘイズ（2017 - 現在）

## 新型コロナウイルスの影響
2020年4月、全米に感染が拡大した2019新型コロナウイルスの影響はタイソン・フーズにも及び、アイオワ州の豚肉加工施設で20人以上の従業員がウイルスに感染、同施設は一時閉鎖に追い込まれた。また、ジョージア州カミラにある加工施設でも感染者が発生し、体調不良のまま働き続けた従業員ら3人が死亡した。